# Championnat de Chypre de football 1960-1961
Navigation
Saison précédente Saison suivante
La saison 1960-1961 du Championnat de Chypre de football était la 23e édition officielle du championnat de première division à Chypre. Les treize meilleurs clubs du pays se retrouvent au sein d'une poule unique, la Cypriot First Division, où ils s'affrontent deux fois, à domicile et à l'extérieur. Il n'y a ni promotion, ni relégation en fin de saison.
L'Omonia Nicosie met fin au règne sans partage de l'Anorthosis Famagouste sur le championnat chypriote depuis quatre ans en remportant le titre cette année. C'est le tout premier titre de champion de Chypre de l'histoire du club. L'Omonia devance l'Anorthosis de 7 points et le Pezoporikos Larnaca de 13 points.

## Les 13 clubs participants
| - APOEL Nicosie - AEL Limassol - Olympiakos Nicosie - Omonia Nicosie - Aris Limassol - EPA Larnaca - Alki Larnaca - Promu de D2 | - Pezoporikos Larnaca - Anorthosis Famagouste - Nea Salamina - Apollon Limassol - Orfeas Nicosie - AYMA Nicosie - Promu de D2 |

## Compétition

### Classement
Le barème utilisé pour établir le classement est le suivant :
- Victoire : 2 points
- Match nul : 1 point
- Défaite : 0 point

| Rang | Équipe                  | Pts | J  | G  | N | P  | Bp | Bc | Diff |
| ---- | ----------------------- | --- | -- | -- | - | -- | -- | -- | ---- |
| 1    | Omonia Nicosie          | 42  | 24 | 20 | 2 | 2  | 91 | 23 | +68  |
| 2    | Anorthosis Famagouste T | 35  | 24 | 17 | 1 | 6  | 61 | 27 | +34  |
| 3    | Pezoporikos Larnaca     | 29  | 24 | 10 | 9 | 5  | 49 | 31 | +18  |
| 4    | AEL Limassol            | 29  | 24 | 11 | 7 | 6  | 59 | 39 | +20  |
| 5    | APOEL Nicosie           | 28  | 24 | 13 | 2 | 9  | 62 | 41 | +21  |
| 6    | Apollon Limassol        | 28  | 24 | 12 | 4 | 8  | 61 | 52 | +9   |
| 7    | Aris Limassol           | 25  | 24 | 8  | 9 | 7  | 36 | 39 | -3   |
| 8    | Nea Salamina            | 24  | 24 | 10 | 4 | 10 | 47 | 41 | +6   |
| 9    | EPA Larnaca             | 23  | 24 | 9  | 5 | 10 | 40 | 50 | -10  |
| 10   | Olympiakos Nicosie      | 19  | 24 | 7  | 5 | 12 | 43 | 52 | -9   |
| 11   | Orfeas Nicosia          | 13  | 24 | 5  | 3 | 16 | 24 | 57 | -33  |
| 12   | Alki Larnaca P          | 11  | 24 | 4  | 3 | 17 | 24 | 70 | -46  |
| 13   | AYMA Nicosie P          | 20  | 24 | 1  | 4 | 19 | 24 | 99 | -75  |

|  | Vainqueur du championnat de Chypre 1960-1961                                           |
|  | Relégation directe en deuxième division                                                |
|  | T : Tenant du titre C : Vainqueur de la Coupe de Chypre P : Promu de deuxième division |

## Bilan de la saison
| Championnat de Chypre de football 1960-1961 |                           |
| Champion                                    | Omonia Nicosie (4e titre) |
| Coupes et trophées                          |                           |
| Vainqueur de la Coupe de Chypre 1960-1961   | Non disputée              |
| Promotions et relégations                   |                           |
| Promus en Cypriot First Division            | Aucun                     |
| Relégués en Cypriot Second Division         | Aucun                     |